# Introdacqua
Introdacqua – miejscowość i gmina we Włoszech, w regionie Abruzja, w prowincji L’Aquila.
Według danych na rok 2004 gminę zamieszkiwało 1830 osób, 50,8 os./km².